# 蜀山的少年
《蜀山的少年》是中国大陆女作家“夏生”的一部长篇小说作品。故事发生在春秋战国时期的一个架空世界，故事的主角们是一群在“蜀山”的学武的剑童。他们在这个架空的世界里学习、成长，共同经历了阴谋、友情以及朦胧的爱情。因其“读者视角”、“视觉化写作”及“轻松阅读”、“插画丰富”等特性，常被认作是一部典型的轻小说，也是中国大陆有史以来第一部真正意义上的轻小说。

## 网络版和杂志连载版
《蜀山的少年》的第一部的名字为“《蜀山剑侠们的青春期》”，曾于2009年6月在起点中文网连载，获得极大反响。之后，第一部连同后面的两部在《今古传奇·武侠版》连载，插画由雷文创作。

## 单行本
《蜀山的少年》单行本出版方湖北崇文书局称该书单行本将于2010年12上市。
据出版方的宣传广告，《蜀山的少年》单行本中还有“礼盒”、“同人音乐”、“同人广播剧”等礼品。

## 同人作品
自《蜀山的少年》在起点网连载以来，其读者自发创作了许多同人作品，涵盖各个领域。在百度“蜀山的少年”贴吧以及《今古传奇·武侠版》的官方社区“侠客社区”的“蜀山的少年”专版中有大量同人作品在展示。
因此，《蜀山的少年》被媒体誉为“史上最高同人化的中国小说”。

### 同人文学
《蜀山的少年》的读者创作的同人文学大部分发布在百度“蜀山的少年”贴吧以及《今古传奇·武侠版》的官方社区“侠客社区”的“蜀山的少年”专版中。同人文学的内容范围较大，从作品本身到作品中的人物都有同人作品。

### 同人漫画
《蜀山的少年》读者自发创作了《蜀》的同人漫画，散见于网络各地，在百度“蜀山的少年”贴吧中可以看到部分作品。

### 同人动画
《蜀山的少年》读者创作了同人动画，网上已有预告片。

### 同人广播剧
《蜀山的少年》读者自行创作了同人广播剧，并作为礼物送给了作者夏生。广播剧从策划、编剧到美工、宣传都由读者自行组织完成。广播剧团队已放出最新预告版。